# Дорога к Давиду Сасунскому
«Дорога к Давиду Сасунскому» — советский цветной художественный фильм, снятый режиссёром Григорием Гярдушяном на киностудии «Арменфильм» в 1987 году по мотивам новеллы Виктории Вартан.
Премьера фильма состоялась 30 января 1989 года.

## Сюжет
Десятилетний мальчик Давид живёт в армянском поселке. Вдохновленный легендой о Давиде Сасунском, он мечтает стать похожим на своего предка. Давид совершает детские шалости, в том числе «экспроприацию» груш у жадного Симона, и решает отправиться в Ереван, чтобы увидеть памятник своему герою.
На пути к городу он встречает милицию и водителя Рубена. В Ереване Давид долго разглядывает памятник и, забравшись на бронзового коня, засыпает. Утром его находит расстроенный отец, не понимающий увлечений сына. Тем не менее, в своих мечтах Давид продолжает общаться с великим Давидом Сасунским.

## В ролях
- Карен Хачатрян — Давид
- Юрий Варданян — Давид Сасунский
- Генрих Алавердян — Симон, Мрса-Мелик, Дев
- Галя Новенц — мать Давида
- Мгер Мкртчян — Вартан